# 刘氏薹草
刘氏薹草（学名：Carex liouana）是莎草科薹草属的植物。分布于中国大陆的广东、江西、福建、广西、湖南等地，生长于海拔300米至1,100米的地区，一般生于林下。